# کارمن زاپاتا
 کارمن زاپاتا (انگلیسی: Carmen Zapata؛ ۱۵ ژوئیهٔ ۱۹۲۷ – ۵ ژانویهٔ ۲۰۱۴) یک هنرپیشه، و خواننده اهل ایالات متحده آمریکا بود.